# Västra Getterön
Västra Getterön este o arie protejată (arie specială de conservare — SAC, sit de importanță comunitară — SCI) din Suedia întinsă pe o suprafață de 176,6 ha, integral pe uscat.

## Localizare
Centrul sitului Västra Getterön este situat la coordonatele 57°07′06″N 12°11′37″E / 57.1182°N 12.1935°E.

## Înființare
Situl Västra Getterön a fost declarat sit de importanță comunitară în ianuarie 1997 pentru a proteja 1 specie de animale. Situl a fost protejat și ca arie specială de conservare în martie 2011.

## Biodiversitate
Situată în ecoregiunile continentală și marină Atlantică, aria protejată conține 11 habitate naturale: Recifuri, Pășuni atlantice udate de apa mării (Glauco-Puccinellietalia maritimae), Faleze cu vegetație de pe coastele atlantice și baltice, Vegetație perenă pe țărmurile stâncoase, Vegetație anuală la limita mareei, Pajiști umede nord-atlantice cu Erica tetralix, Pajiști uscate europene, Roci stâncoase cu vegetație pionieră de Sedo-Scleranthion sau Sedo albi-Veronicion dillenii, Golfuri mici largi și golfuri puțin adânci, Terase mlăștinoase și terase nisipoase neacoperite de apă la reflux, Formațiuni ierboase bogate în specii de Nardus, dezvoltate pe substraturi silicioase în zone montane (și în zone submontane, în Europa continentală).
La baza desemnării sitului se află o specie protejată de  mamifere: marsuin (Phocoena phocoena).